# 南北戦争の騎兵

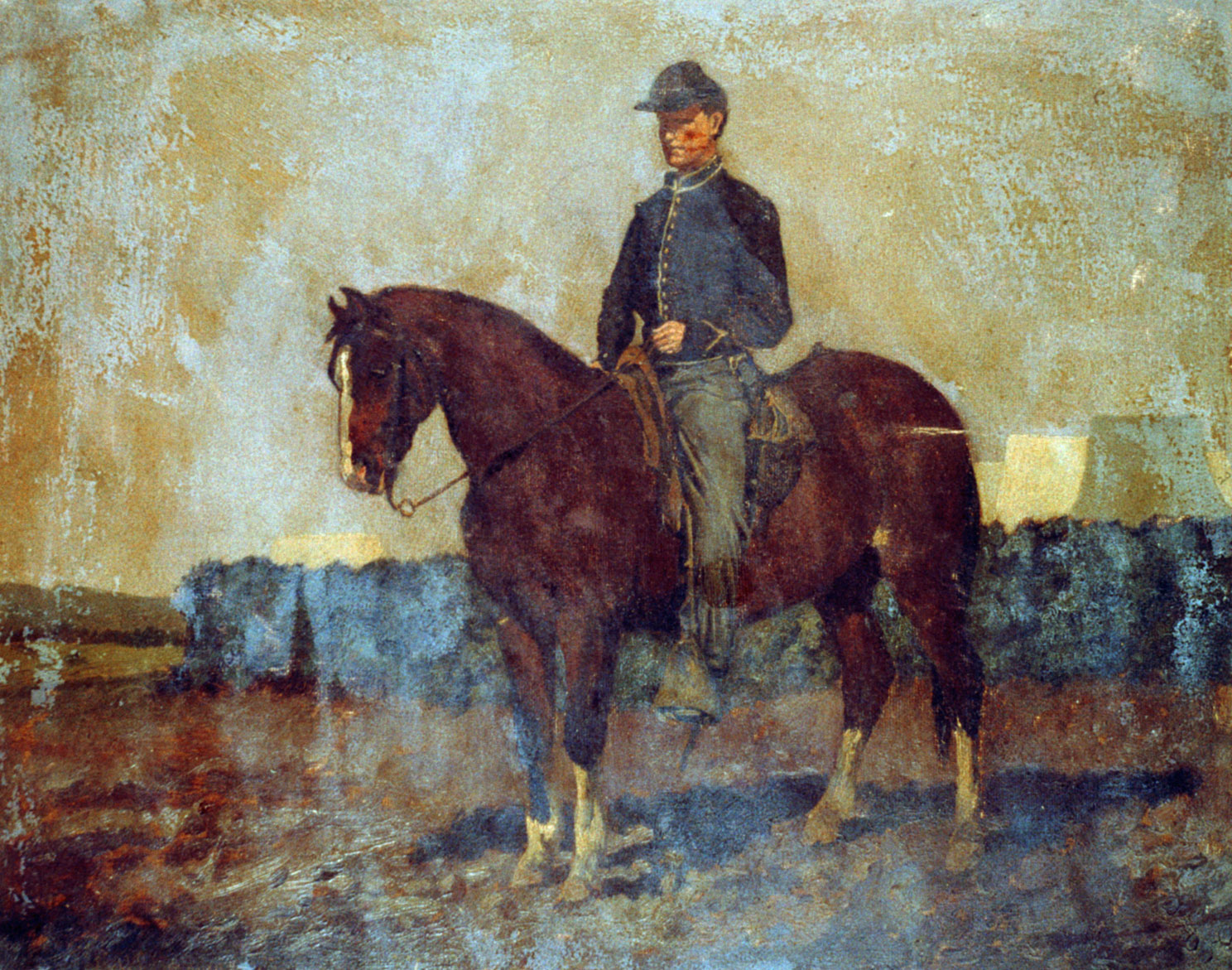
騎兵、バージニア州ラッパハノック・ステーション、エドウィン・フォーブス画

南北戦争における騎兵は、移行過程にある陸軍兵科であった。新興技術の脅威、兵站の困難さ、時として、誤った指導を受けたり適性がなかったりする指揮官といった問題に晒された。それでも、騎兵は南北戦争の諸作戦において重要な役割を果たし、歩兵および砲兵と並ぶ地位を認められた。

## 騎馬部隊の種類

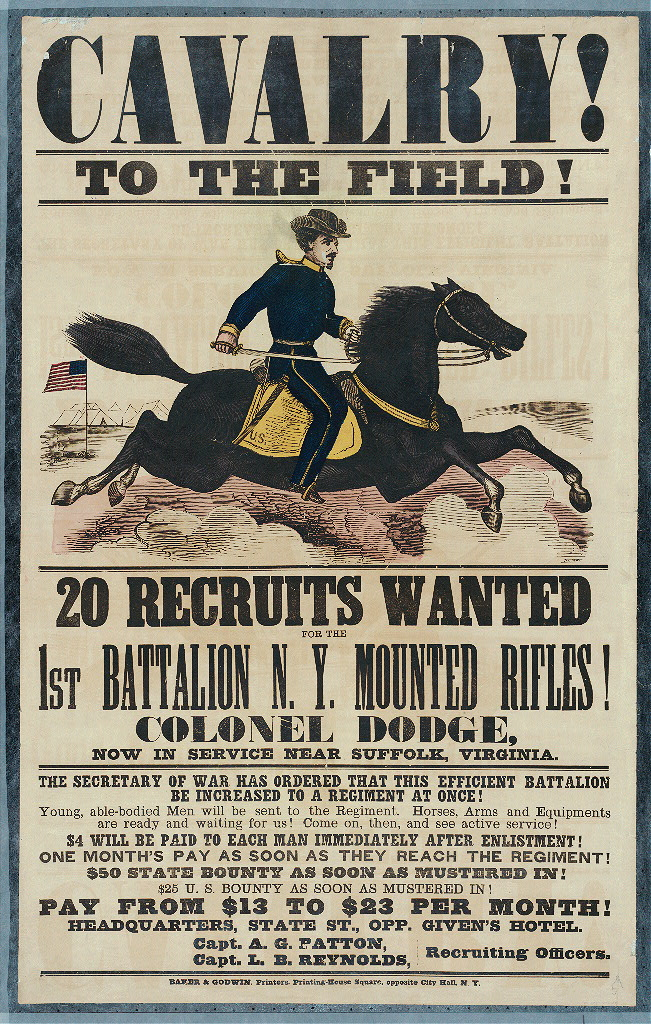
ニューヨーク州騎馬ライフル銃部隊第1大隊の徴募ポスター

南北戦争で使われた騎馬部隊には4つの種類があった。
1. 騎兵隊は主に馬に乗り、カービン銃、拳銃、および特にサーベルで武装する兵種である。南北戦争の部隊ではこの定義に合致する部隊の比率が低かった。主に北軍で戦争の前半に東部戦線で騎乗した部隊だった。東部戦線の南軍部隊はカービン銃もサーベルも持っていないのが通常だった。西部戦線の南軍連隊には、戦争初期にショットガン（散弾銃）を持っているものがあった。
2. 騎馬歩兵隊は馬に乗って移動したが、戦闘のときは馬を降りて徒立ちとなり、主にライフル銃で武装した。戦争の後半では、騎兵と見なされる部隊の大半がこの騎馬歩兵の戦術を使って戦った。その例として、ジョン・T・ワイルダー大佐の「ライトニング旅団」があり、チカマウガの戦いなど戦場には馬で素早く到着したが、標準的な歩兵隊形と戦術を使って戦った。対照的にゲティスバーグの戦いでは、ジョン・ビュフォード指揮の北軍騎兵隊が南軍歩兵隊と戦うときに下馬したが、伝統的な騎兵戦術、武装、隊形を使っていた。
3. 竜騎兵隊は騎兵と同様な武装をするが、徒立ちでも戦うことが期待されるハイブリッド部隊だった。この言葉はフランス陸軍から来ており、軽装騎兵と歩兵の中間的存在だった。北軍のフィリップ・シェリダン将軍が1864年に採用した戦術、および南軍のウェイド・ハンプトン将軍がイェロータバンの戦い後に採用した戦術は、竜騎兵のモデルに適合していたが、それらの部隊は竜騎兵と呼ばれなかった。
4. 非正規部隊（パルティザンのレンジャー部隊、あるいはゲリラ部隊）は概して騎馬部隊だった。その武器には共通性がほとんど無く、概して使えるものを使っていた。南軍にはウィリアム・クァントリル、ジョン・S・モスビー、ネイサン・ベッドフォード・フォレスト、ジョン・ハント・モーガンなど著名な非正規部隊指揮官が居たが、フォレストやモーガンは幾つかの作戦で伝統的な騎馬歩兵戦術を使っていた。

## 役割

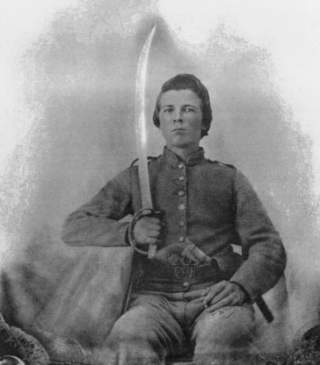
ジョン・リチャード・ホワイトヘッド軍曹、バージニア騎兵隊第6大隊G中隊、バージニア州ピットシルベニアで

南北戦争のときに、騎兵隊には大きくわけて優先順位順に次の5つの任務があった。
1. 偵察と偵察に対抗する遮蔽
2. 防御、敵の遅延行動
3. 敗北した敵部隊の追撃と嫌がらせ
4. 攻撃行動
5. 敵の通信線、供給基地、鉄道などに対する長駆襲撃

南北戦争以前の時代は攻撃行動が主要任務だったが、この戦争では変化してきた。例えばナポレオン戦争の時、歩兵隊形の敵部隊を包囲するために大量の騎兵で突撃する戦術があった。1850年代に現れた施条（ライフル）マスケット銃の技術によって、この慣習は事実上終わった。歩兵の武器の射程が100ヤード (90 m) しか無かった時代には動きの速い騎兵が歩兵を圧倒することができたが、射程が300ヤード (270 m) を超える施条マスケット銃ならば、騎兵が接近できるまでに何度か弾填めして発砲できた。馬と騎手は容易な標的になった。
攻撃行動かは不明だが、敵の歩兵に対してよりも騎兵に対してしばしば騎兵の攻撃が使われた。攻撃行動の例としては、ブランディ・ステーションの戦いやイェロータバンの戦いがあった。騎兵対騎兵の例としては第一次ブルランの戦いや、イロン・J・ファーンズワースによるゲティスバーグの戦い3日目の突撃があった。
偵察は実効ある騎兵隊にとって重要なものであり、今日の陸軍でもそのままである（ただし現代の騎兵隊は、馬の代わりに装甲車やヘリコプターを用いている）。騎兵隊は軍隊の「目」として機能している。偵察はゲティスバーグ方面作戦で重要な要素となった。北軍のアルフレッド・プレソントン将軍は北部侵略に向かう南軍北バージニア軍を広い範囲で見つけようとしており、J・E・B・スチュアートの南軍騎兵隊はブルーリッジ山脈で峠を遮蔽するために効果的に対偵察行動を行い、ロバート・E・リーの軍隊の動きを隠した。
長駆襲撃は騎兵にとって最も望ましい任務だった。襲撃が成功すれば名声を上げる事ができたのがその主な理由だったが、実際に戦略的な価値があることは希だった。J・E・B・スチュアートは1862年に北軍ポトマック軍の回りを騎馬で大胆に乗り回すことが2回あり、有名になった。3回目の試みはゲティスバーグ方面作戦の時であり、北バージニア軍の騎兵部隊の多くを損耗させ、ゲティスバーグの戦いが始まったときにはロバート・E・リー軍に適切な偵察情報を無くしていた。この戦闘で南軍が敗北した主要因の1つとされている。北軍による戦略的な襲撃には複合的な効果があった。チャンセラーズヴィルの戦いにおけるジョージ・ストーンマンの襲撃は失敗だった。ビックスバーグ方面作戦で、ベンジャミン・グリアソンの行った襲撃は、南軍をユリシーズ・グラント軍の動きから逸らせた戦略的傑作になった。1865年にジェイムズ・H・ウィルソンが率いたアラバマ州での大軍襲撃は、第二次世界大戦で機甲部隊戦術の先駆けとなった。この戦争では、概して西部戦線で戦略的襲撃が効果的に使われた。
騎兵による防御行動はゲティスバーグからの撤退時に重要だった。敵軍の追撃と嫌がらせは無視されることが多かった（特に北軍はゲティスバーグやアンティータムの戦い後にそうだった）が、アポマトックス方面作戦のときにロバート・E・リー軍を追撃したのが理想の形だった。

## 組織

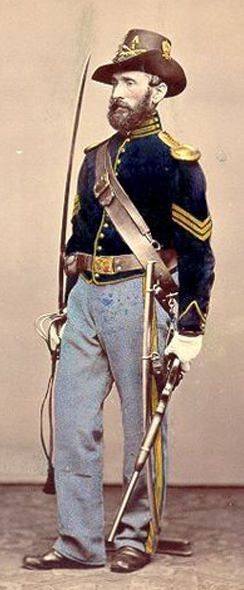
アメリカ陸軍騎兵軍曹、1866年

1880年代初期に呼称が変更されるまで、騎兵連隊は100名までの中隊（"company" 後に "troop"）が10個集まって連隊に編成された（戦後は12個中隊になった）。2つ以上の中隊がその時に応じた大隊（"battalion"、後に "squadron"）となり、6個中隊からなる2つの翼（"wing"）がインディアン戦争で用いられた。南北戦争での騎兵連隊は認定された勢力に近くなることが希だったので、他の2ないし4個連隊と組み合わせて旅団とするのが普通だった。終戦までに北軍では272個の騎兵連隊が、南軍では137個の騎兵連隊が結成された。
戦争の初期、大半の騎兵連隊は師団や軍団など歩兵部隊の指揮下に分散して配置された。長駆偵察や襲撃の重要性を指揮官達が認識するようになると、多くの騎兵連隊をより大きな別の命令体系下に置くように編成法が変更された。北軍のポトマック軍の下には騎兵軍団が存在するようになり、その下に3個師団がついた。北バージニア軍ではJ・E・B・スチュアートの下に騎兵が統合され、騎兵師団とされた。
両軍共に、騎兵は騎馬砲兵隊の大隊を伴い、さらに弾薬と物資の輜重隊を連れていた。

## 装備
騎兵の基本的な装備は馬であり、北軍も南軍も騎馬部隊を結成するのを当初躊躇った理由の1つが財政的な問題だった。騎兵1個連隊には立ち上げに30万ドルを要し、年間維持費用は10万ドル以上だった。両軍ともに当初は騎兵を徴募し、地方の町には馬を提供するよう要請する必要があり、その方針は北部では短期間続いたが、南部ではリッチモンドの指導層がその重大な欠点を認識していたものの、戦争の全期間を通じて行われた。南軍の騎兵は騎兵であることを維持するために費用を自腹で捻出していたが、北軍の騎兵は補給係将校が発注した民間契約によって獲得した馬を使えた（ただし将校はその使った馬の費用を政府に払わなければならなかった）。初期には不正行為もあったが、一旦規制ができて厳しい検査が行われるようになると、この契約によって戦中の北軍に推計65万頭の馬が供給され、さらに南部領域で75,000頭が押収された。北軍の騎兵用馬を選択するガイドラインは、少なくとも体高が15ハンド (152 cm)、体重が最低950ポンド (430 kg)、馬齢は4歳から10歳であり、かつ馬勒や鞍に良く慣れているものとされていた。馬の色は暗色であり、呼吸が浅い、蹄の変形、飛節内腫、趾骨瘤など欠陥がないものとされた。去勢馬が好まれ、母馬の購入は絶対的に緊急の場合以外は禁じられ、種馬の不安定さや攻撃性は軍務に不適とされた。南軍では馬の数が限られており、騎兵用の馬を維持するためにこのような馬の選択はできなかった。
馬の値段は戦中に変化した。1861年に政府が購入する馬の最高価格は119ドルだった。しかし、絶え間なく軍馬が必要とされ、1865年には1頭あたり190ドル近くまで上がり続けた。南軍では馬の数が少なく、インフレもあったので終戦までに3,000ドル以上になっていた。北軍騎兵の馬の餌は、1日あたり干し草10ポンド (4.5 kg)、穀物14ポンド (6.3 kg) とされており、それが良質な馬に必要とされる栄養を満たすとされていたが、餌の供給システムが変化するために、最も必要な所に必要な量の餌が供給される保証は無かった。両軍共に志願士官は馬の状態を厳格に守ることができない場合が多く、訓練され組織化された獣医がいないことで、呼吸困難、グリース踵、鼻疽などの重病が馬の間に広がって増幅される不足状態が生じた。アメリカ合衆国議会は1863年に獣医の階級を設けたが、安い給与と階級では軍隊に入ろうという有資格候補者を集められなかった。専門的な軍隊獣医の任務を確立する要求は繰り返し失敗し、軍馬の浪費が続いた。アメリカ陸軍に獣医司令部が設立されたのは1916年になってからだった。
馬は騎兵隊にかなりの機動性を与えた。ある作戦では、騎兵隊が限界まで使われた。1862年、スチュワートのペンシルベニア州チェンバーズバーグ襲撃では、27時間に80マイル (130 km) を移動した。このように極端になった場合は部隊の準備が疎かになり、長い回復時間が必要になった。翌1863年、ゲティスバーグ方面作戦のときのスチュアートは、北軍の回りを突いて回る間に、地方の農家や町人から換え馬を購入して対応した。ハノーバーの戦い後のペンシルベニア州ヨーク郡では、地域から1,000頭以上の馬を調達した。これらの馬の多くは訓練されて居らず、ゲティスバーグの戦いの東騎兵戦場での戦闘では欠点になった。
騎馬部隊の中には伝統的な歩兵ライフル銃を使うものがあった。しかし、特に北軍では下記3種の武器を携行することが多かった。
- カービン銃、ライフルより銃身が短く、正確さは劣るが、馬上で扱いやすかった。カービン銃の大半は52ないし56口径、単発後装式だった。幾つかのメーカーが作っていたが、よく使われたのはシャープス、バーンサイド、スミスの作ったものだった。1863年後期、7連発スペンサー銃が導入されたが、あまり使われなかった。例外は1863年5月に全旅団に連発銃を装備させた北軍ジョン・T・ワイルダー大佐であり、自腹で購入し、兵士の給与から差し引こうとした。連邦政府が1挺35ドルでワイルダーに払おうとしたときに当惑することになった。これが連発銃を装備した最初の部隊となった。その騎馬歩兵の部隊は「ライトニング旅団」と呼ばれ、素早い移動で名声を得た。ある南軍兵は、ワイルダーの兵士が「日曜日に弾填めし、一週間発砲できる」と言っていた。南軍は捕獲した後装式銃を使うことができたが、スペンサー銃に必要な金属カートリッジを再製することはできなかった。
- サーベルは北軍騎兵が使うことが多かった。これは恐ろしい武器であり、実際的な攻撃武器よりも敵に恐怖感を与えることで有効だった。南軍兵は単純にサーベルが時代遅れで近代戦には適していないと見なしたので、その利用を避けることが多かった。ある南軍騎兵士官は、戦中にサーベルを使ったのは火の上に肉をかざした時だけだったと言っていた。北軍騎兵が敵に対して「サーベルを抜いて紳士らしく戦え」と詰った（なじった）例もあった。このように南軍はサーベルの利用に懐疑的だったが、両軍がサーベルを多用した例も幾つかあった。例えばブランディ・ステーションの戦いや、ゲティスバーグの戦いの3日目、騎兵同士の戦闘だった。1860年軽装騎兵サーベルのアメリカ版はヨーロッパのものよりも軽かった。ヨーロッパのサーベルは1840年の重装竜騎兵用アメリカモデルに似ており、「手首壊し」と呼ばれた。サーベルの反った刃は通常先端のみ研がれた。これは通常肉を切るためよりも敵騎兵の腕や鎖骨を折り、時には突くために使われたからだった。顕著な例外がネイサン・ベッドフォード・フォレストのサーベルであり、両刃を研いでいた。
- 拳銃は南軍の騎兵がサーベルよりも好んで用いたものであり、通常は6連発レボルバー、36ないし44口径であり、コルトやレミントンが製造していた。正確さには劣るために、接戦でのみ有用だった。二丁拳銃を持つ騎兵も多く、ジョン・モスビーの騎兵は4挺持っている事も多かった。

## 南軍騎兵隊

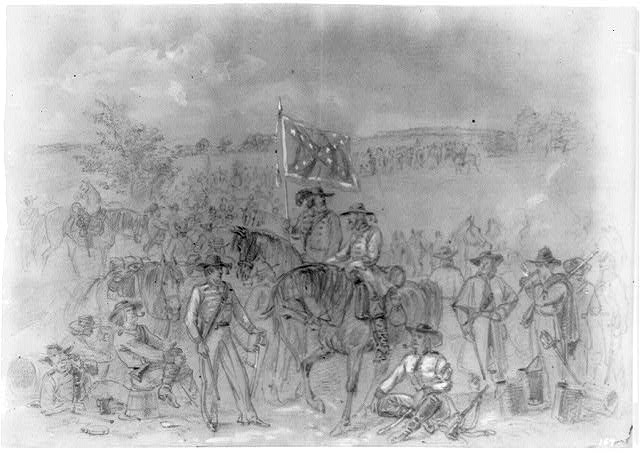
バージニア第1騎兵隊のスケッチ

南部人は、特に戦争初期に北部人よりも平均して優れた騎手だと考えられていた。南部田園部の田舎道は概してお粗末なものであり、個人的な交通手段には馬が使われた。北軍の初期騎兵連隊の多くが結成された都会では馬車が使われていた。さらに南部社会は階層化されており、兵士達は指揮命令系統に慣れており、軍隊生活に適応しやすいと考えられた。また戦前の南部に強い軍隊の伝統があり、地方では奴隷を捕まえるための偵察部隊が必要となり、開戦前に騎馬部隊が発達していた。
南軍兵は自分の馬を所有し、月単位で補償された。馬が病気、怪我あるいは死ぬと、家に戻って自費で馬を置き換えることが求められた。一般的な規則では、60日以内に馬を連れて戻ってくるか、歩兵になるかであり、歩兵は恥ずべき事と見なされた。
南軍で最初に名声を得た騎兵指揮官はJ・E・B・スチュアートであり、第一次ブルランの戦いで歩兵に対して成功を収めた。きらびやかな衣装を好む大胆な指揮官であり、北軍ポトマック軍の向こうまで2度にわたって回り込む大胆さで南部大衆の人気を博した。これら長駆偵察任務には軍事的な価値がほとんど無かったが、南部の士気を高めたのは事実である。1864年にスチュアートが戦死した後はウェイド・ハンプトンが引き継ぎ、より洗練され、より効果的とされる指揮官になった。東部戦線で注目された指揮官は「南軍の黒騎士」と呼ばれたターナー・アシュビーであり、バレー方面作戦ではストーンウォール・ジャクソン軍の騎兵隊を指揮した。1862年に戦死した。
西部戦線では、最も怖れられ、最も向こう見ずな騎兵指揮官がネイサン・ベッドフォード・フォレストであり、小さな部隊で大きな成果を挙げたが、彼を支えるべき軍司令官には効率的でない部下であり、戦闘では協調性に欠けた。テネシー軍の騎兵指揮官がジョン・ハント・モーガンであり、同じような問題があったと言われている。東部戦線ではパルティザン・レンジャーのジョン・S・モスビーが100ないし150名の非正規兵で、鉄道と兵站拠点を守る4万名に昇る北軍に対抗してこれを釘付けにすることに成功した。ミシシッピ川流域戦線ではジョン・S・マーマデュークとジョセフ・O・"ジョー"・シェルビーが著名である。

## 北軍騎兵隊

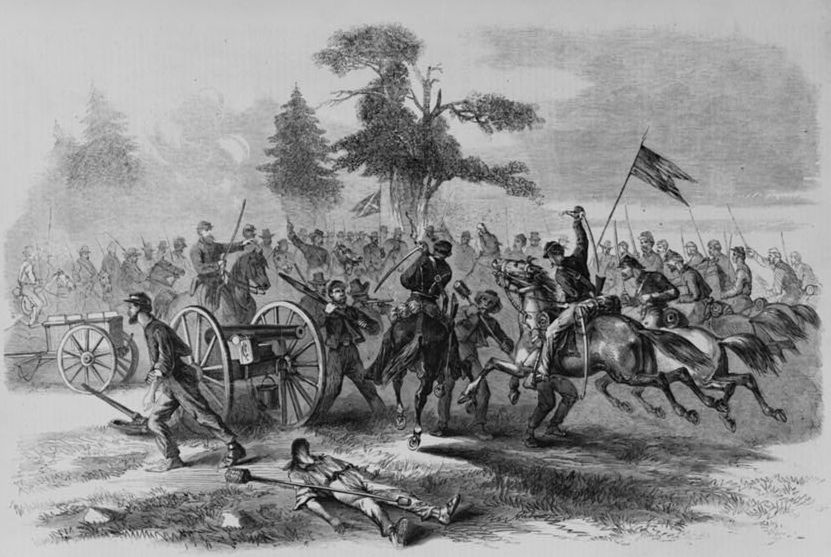
南軍の大砲を捕獲する北軍騎兵隊

開戦時の北軍は正規兵の騎馬連隊5個で始まった。アメリカ第1および第2竜騎兵隊、第1騎馬ライフル銃隊、第1および第2騎兵隊だった。これらはそれぞれ第1から第5の騎兵連隊と改称され、第6連隊が徴募された。当初は、費用のこと、効果的な騎兵を訓練するには2年間を要すること、また西ヨーロッパの地形とは異なり荒々しく森林の多いアメリカの地形では、ナポレオンのような騎兵隊が非効率であるというのが当時の見解だったので、騎兵隊を追加することに躊躇していた。戦争が進行すると、騎兵の価値が（特に非攻撃任務で）理解され、多くの州で志願騎兵連隊が追加された。当初は騎兵の大きな部隊を作ることも躊躇していたが、戦争の全期間を通じて最終的に様々な徴兵期間の285個騎兵連隊と170の連隊に付加されない中隊を編成し、10,596名が戦死し、26,490名が負傷した。
北部兵は南部兵よりも乗馬経験が乏しいので、開戦時には不利だった。1862年8月までは、新兵を集める前に基本的な馬乗りとしての技量を試験する制度が無かった。さらに戦前にアメリカ陸軍にいた176名の経験を積んだ騎兵士官のうち、104名が南軍で戦うために軍隊を辞職した。北軍の長所は軍馬を購入する中央化された組織があり、傷ついた馬の置き換えに責任が無かったことだった。指揮官は部隊兵のために特殊な馬種を購入しようとすることが多かった。ポトマック軍ではモーガン種が特にお気に入りだった。南北戦争で有名になったモーガン種の馬には、フィリップ・シェリダンの「リーンジ」と、ストーンウォール・ジャクソンの「リトル・ソレル」がいた。
この戦争の初期、北軍騎兵隊は単に哨戒、前哨、従卒、上級士官の衛兵、伝令として使われて消耗することが多かった。北軍で最初に騎兵を有効に使ったのがジョセフ・フッカー少将であり、1863年にポトマック軍の騎兵部隊をジョージ・ストーンマン一人の下に統合させた。
戦争の中盤である1863年夏、北軍騎兵隊は独自の形になった。この時までは南軍騎兵隊に劣っていると見なされていたが、ブランディ・ステーションの戦いは引き分けに終わったものの、南軍と競合できる力が付いたと見なされることになった。
1864年、フィリップ・シェリダンはポトマック軍騎兵軍団の指揮を任され、その前任者よりも効果的で戦略的な方法に騎兵を使った。上官のジョージ・ミードは躊躇していたが、総司令官のユリシーズ・グラントを説き伏せて長駆襲撃を実行させた。その最初のものがイェロータバンの戦いであり、南軍の指揮官J・E・B・スチュアートを戦死させた。後には1864年のバレー方面作戦や、ロバート・E・リーを追ったアポマトックス方面作戦でその騎兵隊を有効に使った。
西部戦線では、東部ほどではないが2人の騎兵士官が名声を得た。ベンジャミン・グリアソンはグラントのビックスバーグ方面作戦と一体となってミシシッピ州を襲撃して回った。ジェイムズ・H・ウィルソンは、フランクリン・ナッシュビル方面作戦と1865年のアラバマ襲撃で実績を残した。
戦後、アメリカ軍騎兵隊は西部のフロンティアで大きな名声を博した。インディアンとの戦闘は、歴史家の大半が世界でも最良の軽装騎兵と見なしたものだった。

## 騎兵が参加した重要な戦闘と襲撃
次の戦闘、方面作戦、あるいは独立した襲撃には騎兵が重要な役割を果たした。
- ブランディ・ステーションの戦い — 南北戦争の中でも圧倒的に騎兵が多い部隊同士の戦い
- チャンセラーズヴィルの戦い — ジョージ・ストーンマンが動かなかったことでしくじった南軍後衛を襲撃する野心的な作戦
- ゲインズミルの戦い — 南北戦争で最初の騎兵同士の戦闘
- ゲティスバーグの戦い — 3日目、東騎兵戦場とファーンズワースの突撃
- フランクリンの戦い — ジェイムズ・H・ウィルソンがフォレスト隊を撃退し、北軍を救った
- セイラーズクリークの戦い — アポマトックス方面作戦で南軍が降伏する前に示した優れた騎兵の操縦
- セルマの戦い — ジェイムズ・H・ウィルソンによるアラバマ州の大挙襲撃、1865年
- トレビリアン・ステーションの戦い — 南北戦争で最大の騎兵のみの戦闘
- イェロータバンの戦い — J・E・B・スチュアートがフィリップ・シェリダンの騎兵隊によって戦死
- ダールグレンの襲撃 — リッチモンドに対する北軍の襲撃、成功せず
- ゲティスバーグ方面作戦 — ロバート・E・リーの軍隊がペンシルベニア州を侵略し、多くの騎兵による戦闘が起こった
- グリアソンの襲撃 — ユリシーズ・グラントのビックスバーグ方面作戦に関連し、ミシシッピ州を通る長駆の襲撃
- メリーランド方面作戦 — J・E・B・スチュアートによる北軍周辺の2回目の乗り回し
- 半島方面作戦 — J・E・B・スチュアートによる北軍周辺の1回目の乗り回し
- プライスの襲撃 — スターリング・プライスによるミシシッピ川流域への襲撃、1864年
- ストレートの襲撃 — 1863年にアベル・ストレートがアラバマ州に対して行った襲撃。その部隊1,500名がフォレストの部隊400名に降伏した
- ウィルソンの襲撃 — ジェイムズ・H・ウィルソンがアラバマ州とジョージア州に対して行った襲撃、1865年

## 著名な騎兵指揮官とゲリラ戦指導者
| - ターナー・アシュビー - ウィリアム・W・アベレル - ジョン・ビュフォード - ルイス・ヘンリー・カーペンター - フィリップ・セントジョージ・クック - ジョージ・アームストロング・カスター - ウルリク・ダールグレン - イロン・J・ファーンズワース - ネイサン・ベッドフォード・フォレスト - デイビッド・グレッグ - ベンジャミン・グリアソン - ウェイド・ハンプトン - ジョン・D・インボーデン - アルバート・G・ジェンキンス - ウィリアム・E・"グランブル"・ジョーンズ - ジャドソン・キルパトリック - フィッツヒュー・リー - W・H・F・"ルーニー"・リー - ジョン・S・マーマデューク | - ウェズリー・メリット - ジョン・ハント・モーガン - ジョン・S・モスビー - ジョン・ペラム - アルフレッド・プレソントン - ウィリアム・クァントリル - ビバリー・ロバートソン - トマス・L・ロッサー - ジョセフ・O・"ジョー"・シェルビー - フィリップ・シェリダン - ジョージ・ストーンマン - J・E・B・スチュアート - アルフレッド・トマス・トーバート - アール・ヴァン・ドーン - ジョン・A・ワートン - ジョセフ・ウィーラー - ジェイムズ・H・ウィルソン |

## 関連図書
- Gerleman, David J. "Warhorse! Union Cavalry Mounts." North and South Magazine Vol. 2, No. 2, (January 1999), pp. 47–61.
- Longacre, Edward G. The Cavalry at Gettysburg. Lincoln: University of Nebraska Press, 1986. ISBN 0-8032-7941-8.
- Longacre, Edward G. General John Buford: A Military Biography. Conshohocken, PA: Combined Publishing, 1995. ISBN 0-938289-46-2.
- Longacre, Edward G. Lee's Cavalrymen: A History of the Mounted Forces of the Army of Northern Virginia. Mechanicsburg, PA: Stackpole Books, 2002. ISBN 0-8117-0898-5.
- Starr, Stephen Z. The Union Cavalry in the Civil War. Vol. 1, From Fort Sumter to Gettysburg 1861–1863. Baton Rouge: Louisiana State University Press, 1981. ISBN 978-0-8071-3291-3.
- Starr, Stephen Z. The Union Cavalry in the Civil War. Vol. 2, The War in the East from Gettysburg to Appomattox 1863–1865. Baton Rouge: Louisiana State University Press, 1981. ISBN 978-0-8071-3292-0.
- Starr, Stephen Z. The Union Cavalry in the Civil War. Vol. 3, The War in the West 1861–1865. Baton Rouge: Louisiana State University Press, 1981. ISBN 978-0-8071-3293-7.
- Wills, Brian Steel. The Confederacy's Greatest Cavalryman: Nathan Bedford Forrest. Lawrence: University Press of Kansas, 1992. ISBN 0-7006-0885-0.
- Wittenberg, Eric J. Glory Enough For All: Sheridan's Second Raid and the Battle of Trevilian Station. Washington, DC: Brassey's, Inc., 2001. ISBN 1-57488-468-9.
- Wittenberg, Eric J. The Battle of Brandy Station: North America's Largest Cavalry Battle. Charleston, SC: The History Press, 2010. ISBN 978-1-59629-782-1.